# Saroba maculicosta
Saroba maculicosta är en fjärilsart som beskrevs av Walker 1903. Saroba maculicosta ingår i släktet Saroba och familjen nattflyn. Inga underarter finns listade.